# Smurfit-Stone Container
Ne doit pas être confondu avec Smurfit Kappa.
Smurfit-Stone Container Corporation  est une papeterie américaine spécialisée dans la « fabrication de produits d'emballage en papier et en carton et dans la récupération de fibre recyclée ». Surtout présente en Amérique du Nord, elle emploie environ 20 000 personnes dans différentes usines réparties aux États-Unis et au Canada. Son siège social se situe à Chicago dans l'Illinois.
Avant 2011, la société était cotée NASDAQ avec le code SSCC.

## Histoire
En mai 2006, Smurfit-Stone vend ses activités d'emballage, qui emploie 6 600 personnes, à Texas Pacific Group, pour 1,04 milliard de dollars.
Pendant la semaine du lundi 26 janvier 2009, Smurfit-Stone a décidé de se placer à l'abri des créanciers tant aux États-Unis qu'au Canada, peinant à rembourser ses dettes. En janvier 2011, Smurfit est acquis par RockTenn pour 3,5 milliards de dollars.